# Список правителів Урарту
У цьому списку наведено правителів  Урарту  — держави, що існувала в I тисячолітті до н. е. на території Вірменського нагір'я. У зв'язку з тим, що історія і культура Урарту тісно пов'язана з історією та культурою Ассирії, в таблиці також наведені царі Ассирії.

## Список царів Урарту
|   | Ім'я царя   | Варіанти імені                                 | Ім'я батька                                     | Роки правління (до н. е.) | Примітка | Правитель Ассирії в цей період і роки його правління  |
| - | ----------- | ---------------------------------------------- | ----------------------------------------------- | ------------------------- | --- | ----------------------------------------------------- |
|   | Арама       | Араме, Араму, Арам                             |                                                 | 859 — 844 до н. е.        | Перший цар об'єднаного Урарту, що згаданий в написах. | Ашшур-нацир-апал II ( 883 — 859)                      |
|   | Арама       | Араме, Араму, Арам                             | Шульману-ашареду III (Салманасар III 858 — 824) | 859 — 844 до н. е.        | Перший цар об'єднаного Урарту, що згаданий в написах. |                                                       |
|   | Сардурі I   | Сидур I, Седурі I, Сардур I                    | Син Лутіпрі                                     | 844 — 828                 | Ймовірний засновник головної династії царів Урарту, зробив Тушпу столицею Урарту. Історичність Лутіпрі не встановлена.                                                                                              |                                                       |
|   | Ішпуїні     | Ішвуін                                         | син Сардурі I                                   | 828 — 810                 | Правитель початку розквіту Урарту. Успішно протистояв ассирійцям, приєднав до Урарту релігійний центр Мусасір. Ввів клинописну писемність на урартській мові.                                                       |                                                       |
|   | Ішпуїні     | Ішвуін                                         | син Сардурі I                                   | 828 — 810                 | Правитель початку розквіту Урарту. Успішно протистояв ассирійцям, приєднав до Урарту релігійний центр Мусасір. Ввів клинописну писемність на урартській мові.                                                       | Шамші Адад V ( 823 — 811)                             |
|   | Ішпуїні     | Ішвуін                                         | син Сардурі I                                   | 828 — 810                 | Правитель початку розквіту Урарту. Успішно протистояв ассирійцям, приєднав до Урарту релігійний центр Мусасір. Ввів клинописну писемність на урартській мові.                                                       | Адада-нірарі III (810 — 805)                          |
|   | Менуа       | Мінуа                                          | син Ішпуіні                                     | 810 — 786                 | розширив кордони Урарту. Розвивав господарство, побудував безліч зрошувальних каналів і доріг. |                                                       |
|   | Менуа       | Мінуа                                          | син Ішпуіні                                     | 810 — 786                 | розширив кордони Урарту. Розвивав господарство, побудував безліч зрошувальних каналів і доріг. | [[[Шамірам]] (Семіраміда, 805 — 783)                  |
|   | Аргішті I   |                                                | син Менуа                                       | 786 — 764                 | Урарту при Аргішті I знаходилося в зеніті могутності. Істотно розширив кордони Урарту на заході, поставивши Ассирію в невигідне становище. Заснував урартські поселення та фортеці в Закавказзі, включаючи Еребуні. |                                                       |
|   | Аргішті I   | Шульману-ашареду IV (Салманасар IV, 783 — 772) | син Менуа                                       | 786 — 764                 | Урарту при Аргішті I знаходилося в зеніті могутності. Істотно розширив кордони Урарту на заході, поставивши Ассирію в невигідне становище. Заснував урартські поселення та фортеці в Закавказзі, включаючи Еребуні. |                                                       |
|   | Аргішті I   | Ашшур-дан III (772 — 755)                      | син Менуа                                       | 786 — 764                 | Урарту при Аргішті I знаходилося в зеніті могутності. Істотно розширив кордони Урарту на заході, поставивши Ассирію в невигідне становище. Заснував урартські поселення та фортеці в Закавказзі, включаючи Еребуні. |                                                       |
|   | Сардурі II  | Сідур II, Седурі II, Сардур II                 | син Аргішті I                                   | 764 — 735                 | Програв вирішальну битву з Ассирією в західних володіннях і, ймовірно, загинув у боях з Тіглатпаласаром III. Поразка поклала початок занепаду могутності Урарту.                                                    |                                                       |
|   | Сардурі II  | Сідур II, Седурі II, Сардур II                 | син Аргішті I                                   | 764 — 735                 | Програв вирішальну битву з Ассирією в західних володіннях і, ймовірно, загинув у боях з Тіглатпаласаром III. Поразка поклала початок занепаду могутності Урарту.                                                    | Ашшур-нірарі V ( 754 — 745)                           |
|   | Сардурі II  | Сідур II, Седурі II, Сардур II                 | син Аргішті I                                   | 764 — 735                 | Програв вирішальну битву з Ассирією в західних володіннях і, ймовірно, загинув у боях з Тіглатпаласаром III. Поразка поклала початок занепаду могутності Урарту.                                                    | Тукультіапал-Эшарра III (Тіглатпаласар III 744 — 727) |
|   | Руса I      |                                                | син Сардурі II                                  | 735 — 714                 | дозволив Саргон II провести успішний похід проти Урарту, завоювати і розграбувати Улху і релігійний центр Мусасір. Після цих поразок Руса I зарізав себе кинджалом.                                                 |                                                       |
|   | Руса I      | Шульману-ашареду V (Салманасар V 727 — 722)    | син Сардурі II                                  | 735 — 714                 | дозволив Саргон II провести успішний похід проти Урарту, завоювати і розграбувати Улху і релігійний центр Мусасір. Після цих поразок Руса I зарізав себе кинджалом.                                                 |                                                       |
|   | Руса I      | Шарру-Кін II (Саргон II, 722 — 705)            | син Сардурі II                                  | 735 — 714                 | дозволив Саргон II провести успішний похід проти Урарту, завоювати і розграбувати Улху і релігійний центр Мусасір. Після цих поразок Руса I зарізав себе кинджалом.                                                 |                                                       |
|   | Аргішті II  |                                                | син Руси I                                      | 714 — 685                 | уникав прямої конфронтації з Ассирією, вів будівництво і здійснив вдалі військові походи на схід. |                                                       |
|   | Аргішті II  | Сін-аххе-еріба (Сеннахеріб, 705 — 681)         | син Руси I                                      | 714 — 685                 | уникав прямої конфронтації з Ассирією, вів будівництво і здійснив вдалі військові походи на схід. |                                                       |
|   | Руса II     |                                                | син Аргішті II                                  | 685 -? 639                | Намагався повернути Урарту колишню славу, скориставшись занепадом Ассирії, провів кілька вдалих походів на заході Урарту. Побудував безліч нових фортець, переніс столицю Урарту з Тушпи в Русахінілі.              |                                                       |
|   | Руса II     | Ашшур-Аха-іддін (Асархаддон, 681 — 669)        | син Аргішті II                                  | 685 -? 639                | Намагався повернути Урарту колишню славу, скориставшись занепадом Ассирії, провів кілька вдалих походів на заході Урарту. Побудував безліч нових фортець, переніс столицю Урарту з Тушпи в Русахінілі.              |                                                       |
|   | Руса II     | Ашшур-бан-аплі (Ашурбаніпал, 669 — 627)        | син Аргішті II                                  | 685 -? 639                | Намагався повернути Урарту колишню славу, скориставшись занепадом Ассирії, провів кілька вдалих походів на заході Урарту. Побудував безліч нових фортець, переніс столицю Урарту з Тушпи в Русахінілі.              |                                                       |
|   | Сардурі III | Сидур III, Сардур III                          | син Руси II                                     | ? 639 -? 625              | Під ударами кімерійців і мідійців Урарту слабшає і стає васальною державою Ашшуру. Називав ассирійського царя своїм «паном».                                                                                        |                                                       |
|   | Сардурі III | Сидур III, Сардур III                          | син Руси II                                     | ? 639 -? 625              | Під ударами кімерійців і мідійців Урарту слабшає і стає васальною державою Ашшуру. Називав ассирійського царя своїм «паном».                                                                                        | Ашшур-етил-Ілан (627 — 623)                           |
|   | Сардурі IV  | Сидур IV, Сардур IV                            | син Сардурі III                                 | ? 625 -? 620              | Можливо був скинутий Еріменою, який поклав початок новій династії. |                                                       |
|   | Сардурі IV  | Сидур IV, Сардур IV                            | син Сардурі III                                 | ? 625 -? 620              | Можливо був скинутий Еріменою, який поклав початок новій династії. | Сін-шуму-лішір (623 — 623)                            |
|   | Сардурі IV  | Сидур IV, Сардур IV                            | син Сардурі III                                 | ? 625 -? 620              | Можливо був скинутий Еріменою, який поклав початок новій династії. | Сін-куля-ішкун (623 — 612)                            |
|   | Ерімена     | Ерімен, Ерміна                                 |                                                 | ? 620 -? 605              | |                                                       |
| ; | Ерімена     | Ерімен, Ерміна                                 | Ашшур-убалліт II (612 — 609)                    | ? 620 -? 605              | |                                                       |
|   | Ерімена     | Ерімен, Ерміна                                 | ассирійська держава перестала існувати          | ? 620 -? 605              | |                                                       |
|   | Руса III    |                                                | Син Ерімена                                     | ? 605 -? 595              | |                                                       |
|   | Руса IV     |                                                | Син Руси III                                    | ? 595 -? 585              | Останній відомий цар Урарту. Правив в Тейшебаіні, куди була перенесена столиця Урарту після втрати контролю над центром країни.                                                                                     |                                                       |